# Пам'ятки історії Овруцького району
У Овруцькому районі Житомирської області на обліку перебуває 106 пам'яток історії.
| №п/п | Охоронний номер | Найменування пам'ятки                                                                                         | Адреса                                                                                      | Рік      | Автор                                         | № рішення про взяття на державний облік | Фото |
| ---- | --------------- | --- | ------------------------------------------------------------------------------------------- | -------- | --------------------------------------------- | --------------------------------------- | ---- |
| 1.   | 968             | Пам'ятник партизанам м. Овруча.                                                                               | М. Овруч, площа Вокзальна.                                                                  | 1963     | -                                             | № 442 від 29.09.1969 р.                 |      |
| 2.   | 969             | Військове кладовище (5 братських та 96 одиночних могил). Поховано 184 чол.                                    | М. Овруч, військове кладовище, на північній околиці міста.                                  | 1947     | -                                             | № 442 від 29.09.1969 р.                 |      |
| 3.   | 972             | Князь Олег | М. Овруч, вул. Гетьмана Виговського (ріг вул. Князя Олега)                                  | 1961     | -                                             | № 442 від 29.09.1969 р.                 |      |
| 4.   | 1686            | Місце першого поховання Яна Налепки та його бойових товаришів.                                                | М. Овруч, парк відпочинку ( вул. Франка,8)                                                  | 1963     | -                                             | № 442 від 29.09.1969 р.                 |      |
| 5.   | 1686 (а)        | Братська могила учасників громадянської війни та група (3) одиночних могил радянських воїнів. Поховано 6 чол. | М. Овруч, парк відпочинку ( вул. Франка, 8)                                                 | 1963     | -                                             | № 442 від 29.09.1969 р.                 |      |
| 6.   | 2579            | Пам'ятник радянським воїнам.                                                                                  | М. Овруч, площа Перемоги.                                                                   | 1982     | Гірняк С. С. Матвієнко А. А. Перевозник П. А. | № 468 від 29.10.1983 р.                 |      |
| 7.   | 1685            | Група (5) братських могил жертв фашизму. Поховано більше 600 чол.                                             | М. Овруч, вул. «Правди», 76.                                                                | 1965     | -                                             | № 388 від 06.09.1976 р.                 |      |
| 8.   | 2285            | Братська могила мирних жителів.                                                                               | М. Овруч, вул. Пролетарська, 2 (біля дитячої лікарні)                                       | 1947     | -                                             | № 559 від 26.12.1979 р.                 |      |
| 9.   | 970             | Пам'ятник радянським танкистам.                                                                               | М. Овруч, площа Перемоги (перехрестя вул. Тараса Шевченка і Героїв Майдану.)                | 1958     | -                                             | № 442 від 29.09.1969 р.                 |      |
| 10.  | 2288            | Пам'ятний знак на честь звільнення м. Овруча від німецьких загарбників з'єднанням генерала Сабурова.          | М. Овруч, вул. Тараса Шевченка, 40 або 42 ?                                                 | 1968     | -                                             | № 559 від 26.12.1979 р.                 |      |
| 11.  | 2647            | Пам'ятний знак на місці, де стояв будинок, в якому жив Котовський Г. І. (скульптор, Йосип Табачник)           | М. Овруч, вул. Тараса Шевченка 44 ?                                                         | 1981     | -                                             | № 52 від 04.02.1985 р.                  |      |
| 12.  | 2892            | Пам'ятний знак на честь 4-ї повітряно-десантної дивізії.                                                      | М. Овруч, вул. Тараса Шевченка, 122 (біля районної лікарні.)                                | 1988     | Савченко А. Ф.                                | № 390 від 08.10.1992 р.                 |      |
| 13.  | 3156            | Пам'ятний знак жертвам Чорнобильської трагедії та відселеним селам району.                                    | М. Овруч, вул. Тараса Шевченка, 102                                                         | 1996     | -                                             | № 616 від 29.09.1999 р.                 |      |
| 14.  | 2529            | Пам'ятник першому радянському вантажному автомобілю.                                                          | М. Овруч, вул. Героїв Майдану (біля «Сільгосптехніки.»)                                     | 1981     | -                                             | № 22 від 21.01.1983 р.                  |      |
| 15.  | 2284            | Пам'ятний знак на місці загибелі Яна Налепки (Репкіна) — Героя Радянського Союзу.                             | М. Овруч, вул. Героїв Майдану (ріг вул. Налепки.)                                           | 1973     | -                                             | № 559 від 26.12.1979 р.                 |      |
| 16.  | 2257            | Пам'ятник спаленому селу.                                                                                     | С. Бігунь, Бігунська с/р, біля Будинку культури.                                            | 1981     | Красняк Д. Марчук М.                          | № 559 від 26.12.1979 р.                 |      |
| 17.  | 2258            | Пам'ятник воїнам-односельчанам.                                                                               | С. Богданівка, Великочернігівська с/р, на кладовищі.                                        | 1967     | -                                             | № 559 від 26.12.1979 р.                 |      |
| 18.  | 1679            | Пам'ятник воїнам-односельчанам.                                                                               | С. Бондарі, Бондарівська с/р, біля клубу.                                                   | 1970     | -                                             | № 388 від 06.09.1976 р.                 |      |
| 19.  | 1690            | Курган Дружби України та Белорусії.                                                                           | С. Борутине, Виступовицька с/р. На кордоні Житомирської та Гомельської (Білорусь) областей. | 1968     | -                                             | № 388 від 06.09.1976 р.                 |      |
| 20.  | 1681            | Братська могила учасників громадянської війни. Поховано 2 чол.                                                | С. Виступовичі, Виступовицька с/р, біля лісництва № 2                                       | 1964     | -                                             | № 388 від 06.09.1976 р.                 |      |
| 21.  | 1688            | Братська могила радянських воїнів. Поховано 4чол.                                                             | С. Виступовичі, Виступовицька с/р, на кладовищі.                                            | 1952     | -                                             | № 388 від 06.09.1976 р.                 |      |
| 22.  | 2646            | Пам'ятник воїнам-односельчанам.                                                                               | С. Виступовичі, Виступовицька с/р, біля клубу.                                              | 1980     | -                                             | № 52 від 04.02.1985м                    |      |
| 23.  | 2262            | Пам'ятник воїнам-односельчанам.                                                                               | С. Великі Мошки, Раківщинська с/р, біля клубу.                                              | 1976     | -                                             | № 559 від 26.12.1979 р.                 |      |
| 24.  | 1680            | Пам'ятник воїнам-односельчанам.                                                                               | С. Велика Фосня, Великофоснянська с/р, біля Будинку культури.                               | 1983     | -                                             | № 388 від 06.09.1976 р.                 |      |
| 25.  | 2261            | Пам'ятник Покальчуку О. і Гутченку П. -радянським воїнам.                                                     | С. Велика Фосня, Великофоснянська с/р, на подвір'ї школи.                                   | 1971     | -                                             | № 559 від 26.12.1979р                   |      |
| 26.  | 2884            | Па'мятник Ващуку М. В. — учаснику ліквідації аварії на Чорнобильській АЕС.                                    | С. Велика Хайча, Великохайчанська с/р, біля школи.                                          | 1989     | Матвієнко А. А. Савченко А. Ф.                | № 390 від 08.10.1992 р.                 |      |
| 27.  | 2885            | Пам'ятник воїнам-землякам.                                                                                    | С. Велика Хайча, Великохайчанська с/р, біля клубу.                                          | 1987     | -                                             | № 390 від 08.10.1992 р.                 |      |
| 28.  | 2260            | Пам'ятник воїнам-односельчанам.                                                                               | С. Велика Чернігівка, Великочернігівська с/р, в центрі села.                                | 19671989 | -                                             | № 390 від 08.10.1992 р.                 |      |
| 29.  | 2259            | Пам'ятник воїнам-односельчанам.                                                                               | С. Веселівка, Невгодівська с/р, на кладовищі.                                               | 1965     | -                                             | № 559 від 26.12.1979 р.                 |      |
| 30.  | 2263            | Пам'ятник воїнам-односельчанам.                                                                               | С. Верпа, Можарівська с/р, біля клубу.                                                      | 1968     | -                                             | № 559 від 26.12.1979 р.                 |      |
| 31.  | 1683            | Група (4) братських могил мирних жителів. Поховано більше 300 чол.                                            | С. Гладковичі, Гладковицька с/р, Урочище «Латашів березняк», 2 км на південь від села.      | 1965     | -                                             | № 388 від 06.09.1976 р.                 |      |
| 32.  | 2886            | Пам'ятник воїнам-односельчанам.                                                                               | С. Гладковичі, Гладковицька с/р, біля школи.                                                | 1987     | -                                             | № 390 від 08.10.1992 р.                 |      |
| 33.  | 2264            | Пам'ятник спаленому селу.                                                                                     | С. Городець, Городецька с/р, біля клубу.                                                    | 1983     | -                                             | № 559 вд 26.12.1979 р.                  |      |
| 34.  | 2887            | Пам'ятник воїнам-односельчанам.                                                                               | С. Гошів, Гошівська с/р, на кладовищі.                                                      | 1983     | -                                             | № 390 від 08.10.1992 р.                 |      |
| 35.  | 1684            | Пам'ятник воїнам-односельчанам.                                                                               | С. Гуничі, Раківщинська с/р, біля Будинку культури.                                         | 1967     | -                                             | № 388 від 06.09.1976 р.                 |      |
| 36.  | 2889            | Пам'ятник жертам сталінських репресій.                                                                        | С. Дівошин, Покалівська с/р, в центрі села.                                                 | 1991     | -                                             | № 390 від 08.10.1992 р.                 |      |
| 37.  | 2888            | Братська могила жертв фашизму. Кількість похованих невідома.                                                  | С. Делета, Бігунська с/р, в центрі села.                                                    | 1954     | -                                             | № 390 від 08.10.1992 р.                 |      |
| 38.  | 2265            | Пам'ятник воїнам-односельчанам.                                                                               | С. Думинське, Руднянська с/р, біля клубу.                                                   | 1968     | -                                             | № 559 від 26.12.1979 р.                 |      |
| 39.  | 2266            | Пам'ятник воїнам-односельчанам.                                                                               | С. Журба, Журбівська с/р, в сквері. (переселене)                                            | 1965     | -                                             | № 559 від 26.12.1979 р.                 |      |
| 40.  | 2267            | Братська могила жертв фашизму. Поховано 380 чол.                                                              | С. Задорожок, Словечанська с/р, західна околиця села.                                       | 1947     | -                                             | № 559 від 26.12.1979 р.                 |      |
| 41.  | 2268            | Пам'ятник воїнам-односельчанам.                                                                               | С. Заріччя, Зарічанська с/р, біля Будинку культури.                                         | 1975     | -                                             | № 559 від 26.12.1979 р.                 |      |
| 42.  | 2269            | Пам'ятник воїнам-односельчанам.                                                                               | С. Збраньки, Шоломківська с/р, на кладовищі.                                                | 1968     | -                                             | № 559 від 26.12.1979 р.                 |      |
| 43.  | 967             | Військове кладовище. (5 братських і 7 одиночних могил.) Поховано 63 чол.                                      | станція Ігнатпіль, Ігнатпільська с/р, біля вокзалу.                                         | 1952     | -                                             | № 442 від 29.09.1969 р.                 |      |
| 44.  | 967 (а)         | Могила Лута М. О. — Героя Радянського Союзу.                                                                  | станція Ігнатпіль, Ігнатпільська с/р, на військовому кладовищі.                             | 1947     | -                                             | № 442 від 29.09.1969 р.                 |      |
| 45.  | 1689            | Курган партизанької Слави.                                                                                    | Ігнатпільська с/р, поблизу Ігнатпільського асфальтового заводу., біля дороги Житомир-Овруч  | 1968     | -                                             | № 388 від 06.09.1976 р.                 |      |
| 46.  | 2270            | Пам'ятник воїнам-односельчанам.                                                                               | С. Камінь, Великочернігівська с/р, на кладовищі.                                            | 1967     | -                                             | № 559 від 26.12.1979 р.                 |      |
| 47.  | 971             | Братська могила радянських воїнів. Кількість похованих невідома.                                              | С. Кам'янівка, Першотравнева сел. Рада, на кладовищі.                                       | 1989     | -                                             | № 390 від 08.10.1992 р.                 |      |
| 48.  | 2272            | Пам'ятник воїнам-односельчанам.                                                                               | С. Кам'янівка, Першотравнева сел. Рада, в центрі села.                                      | 1975     | -                                             | № 559 від 08.10.1992р                   |      |
| 49.  | 2578            | Пам'ятник спаленому селу.                                                                                     | С. Кованка, Усівська с/р, біля клубу.                                                       | 1983     | -                                             | № 468 від 29.10.1983 р.                 |      |
| 50.  | 2645            | Пам'ятник воїнам-односельчанам.                                                                               | С. Коптівщина, Покалівська с/р, біля клубу.                                                 | 1979     | -                                             | № 52 від 04.02.1985 р.                  |      |
| 51.  | 2890            | Братська могила жертв фашизму. Кількість похованих невідома.                                                  | С. Красилівка, Нововелідницька с/р, на кладовищі.                                           | 1985     | -                                             | № 390 від 08.10.1992р                   |      |
| 52.  | 2891            | Братська могила жертв фашизму. Кількість похованих невідома.                                                  | С. Красилівка, Нововелідницька с/р, на кладовищі.                                           | 1985     | -                                             | № 390 вд 08.10.1992р                    |      |
| 53.  | 2274            | Братська могила жертв фашизму. Поховано 18 чол.                                                               | С. Липські Романи, Липськороманівська с/р, біля школи.(виселене)                            | 19451976 | -                                             | № 559 від 26.12.1979р                   |      |
| 54.  | 2275            | Братська могила жертв фашизму. Поховано 59 чол.                                                               | С. Листвин, Листвинська с/р, на кладовищі.                                                  | 1965     | -                                             | № 559 від 22.12.1979 р.                 |      |
| 55.  | 2273            | Пам'ятник воїнам-односельчанам.                                                                               | С. Левковичі, Левковицька с/р, біля клубу.                                                  | 1969     | -                                             | № 559 від 22.12.1979 р.                 |      |
| 56.  | 2276            | Братська могила учасників громадянської війни. Кількість похованих невідома..                                 | С. Лучанки, Лучанківська с/р, на кладовищі.                                                 | 1937     | -                                             | № 559 від 22.12.1979 р.                 |      |
| 57.  | 2527            | Пам'ятник спаленому селу.                                                                                     | С. Лучанки, Лучанківська с/р, біля с/р.                                                     | 1980     | -                                             | № 22 від 21.01.1983 р.                  |      |
| 58.  | 2277            | Пам'ятник воїнам-односельчанам.                                                                               | С. Людвинівка, Руднянська с/р, в центрі села.                                               | 1971     | -                                             | № 559 від 22.12.1979 р.                 |      |
| 59.  | 2278            | Пам'ятник воїнам-односельчанам.                                                                               | С. Мала Чернигівка, Великочернигівська с/р., біля клубу.                                    | 1967     | -                                             | № 559 від 22.12.1979 р.                 |      |
| 60.  | 2279            | Пам'ятник воїнам-односельчанам.                                                                               | С. Мамеч, Великочернигівська с/р, біля школи.                                               | 1970     | -                                             | № 559 від 22.12.1979 р.                 |      |
| 61.  | 2280            | Пам'ятник воїнам-односельчанам.                                                                               | С. Можари, Можарівська с/р, біля Будинку культури.                                          | 1981     | -                                             | № 559 від 22.12.1979 р.                 |      |
| 62.  | 2281            | Пам'ятник воїнам — односельчанам.                                                                             | С. Невгоди, Невгодівська с/р, на кладовищі.                                                 | 1965     | -                                             | № 559 від 22.12.1979 р.                 |      |
| 63.  | 2282            | Братська могила жертв фашизму. Поховано 52 чол.                                                               | С. Нова Рудня, Усівська с/р.                                                                | 1957     | -                                             | № 559 від 22.12.1979 р.                 |      |
| 64.  | 2644            | Пам'ятник воїнам-односельчанам.                                                                               | С. Нові Велідники, Нововелідницька с/р.                                                     | 1982     | -                                             | № 52 від 04.02.1985 р.                  |      |
| 65.  | 2271            | Братська могила жертв фашизму. Поховано 27 чол.                                                               | С. Норинськ, Норинська с/р.                                                                 | 1965     | -                                             | № 559 від 22.12.1979 р.                 |      |
| 66.  | 2283            | Пам'ятник воїнам-односельчанам.                                                                               | С. Норинськ, Норинська с/р, в центрі села.                                                  | 1975     | -                                             | № 559 від 22.12.1979 р.                 |      |
| 67.  | 1682            | Братська могила радянських воїнів. Кількість похованих невідома.                                              | С. Норинськ, Норинська с/р, на кладовищі.                                                   | 1965     | -                                             | № 390 від 08.10.1992 р.                 |      |
| 68.  | 2289            | Пам'ятник воїнам-односельчанам.                                                                               | С. Острови, Левковицька с/р, біля клубу.                                                    | 1965     | -                                             | № 559 від 22.12.1979 р.                 |      |
| 69.  | 2893            | Пам'ятник воїнам-землякам.                                                                                    | С. Піщаниця, Піщаницька с/р.                                                                | 1989     | скульптор Йосип Табачник                      | № 390 від 08.10.1992 р.                 |      |
| 70.  | 2290            | Братська могила мирних жителів. Поховано 172 чол.                                                             | С. Переброди, Усівська с/р, на подвір'ї школи.                                              | 1952     | -                                             | № 559 від 26.12.1979 р.                 |      |
| 71.  | 973             | Пам'ятник воїнам-односельчанам.                                                                               | Смт. Першотравневе, Першотравнева сел. Рада, біля Будинку культури.                         | 1966     | -                                             | № 442 від 29.09.1969 р.                 |      |
| 72.  | 2291            | Братська могила жертв фашизму. Поховано 96 чол.                                                               | С. Побичі, Городецька с/р, на східній околиці села.                                         | 1965     | -                                             | № 559 від 29.09.1969 р.                 |      |
| 73.  | 2287            | Братська могила підпільників. Поховано 18 чол.                                                                | С. Підруддя, Підрудянська с/р, біля мостів через річку Норинь.                              | 1963     | -                                             | № 559 від 29.19.1969 р.                 |      |
| 74.  | 2648            | Будинок, в якому знаходився волосний ревком.                                                                  | С. Покалів, Покалівська с/р, на приміщенні аптеки.                                          | 1980     | -                                             | № 52 від 04.02.1985 р.                  |      |
| 75.  | 2649            | Пам'ятник односельчанам — організаторам Радянської влади.                                                     | С. Покалів, Покалівська с/р.                                                                | 1981     | -                                             | № 52 від 04.02.1985 р.                  |      |
| 76.  | 2894            | Пам'ятник воїнам-землякам.                                                                                    | С. Покалів, Покалівська с/р, біля магазину.                                                 | 1986     | -                                             | № 390 від 08.10.1992 р.                 |      |
| 77.  | 2292            | Могила Корсуна С. П.                                                                                          | С. Покалів, Покалівська с/р, на церковному подвір'ї.                                        | 1930     | -                                             | № 559 від 26.12.1979 р.                 |      |
| 78.  | 966             | Братська могила радянських воїнів. Кількість похованих невідома.                                              | С. Потаповичі, Гошівська с/р, на кладовищі.                                                 | 1988     | -                                             | № 390 від 08.10.1992 р.                 |      |
| 79.  | 2650            | Пам'ятник воїнам-односельчанам.                                                                               | С. Потаповичі, Гошівська с/р, на кладовищі.                                                 | 1982     | -                                             | № 52 від 04.02.1985 р.                  |      |
| 80.  | 2294            | Пам'ятник воїнам-односельчанам.                                                                               | С. Прибитки, Нововелідницька с/р, біля Будинку культури.                                    | 1970     | -                                             | № 559 від 26.12.1979 р.                 |      |
| 81.  | 2295            | Місце загибелі Швайчука М. та Артемова Ю. — радянських партизан.                                              | С. Прибитки, Нововелідницька с/р, біля Будинку культури.                                    | 1975     | -                                             | № 559 від 26.12.1979 р.                 |      |
| 82.  | 2293            | Пам'ятник воїнам -односнельчанам.                                                                             | С. Привар, Переїздівська с/р, біля клубу.                                                   | 1970     | -                                             | № 559 від 26.12.1979 р.                 |      |
| 83.  | 2895            | Пам'ятник воїнам-односельчанам.                                                                               | С. Прилуки, Руднянська с/р, в центрі села.                                                  | 1988     | -                                             | № 390 від 08.10.1992 р.                 |      |
| 84.  | 2296            | Пам'ятник воїнам-односельчанам.                                                                               | С. Раківщина, Раківщінська с/р, біля Будинку культури.                                      | 19671989 | -                                             | № 390 від 08.10.1992 р.                 |      |
| 85.  | 2297            | Братська могила жертв фашизму. Поховано 81 чол.                                                               | С. Рокитне, Листвинська с/р, біля школи.                                                    | 1956     | -                                             | № 390 від 08.10.1992р                   |      |
| 86.  | 1687            | Група (4) братських могил радянських воїнів та партизанів. Поховано 26 чол.                                   | С. Рудня, Руднянська с/р, на кладовищі.                                                     | 1951     | -                                             | № 388 від 06.09.1976 р.                 |      |
| 87.  | 2299            | Братська могила жертв фашизму. Поховано 55 чол.                                                               | С. Сирниця, Городецька с/р, на кладовищі.                                                   | 1965     | -                                             | № 559 від 26.12.1979 р.                 |      |
| 88.  | 2298            | Пам'ятник спаленому селу.                                                                                     | С. Середня Рудня, Слобідська с/р, на північній околиці села.                                | 1965     | -                                             | № 559 від 26.12.1979 р.                 |      |
| 89.  | 2896            | Братська могила жертв фашизму. Кількість похованих невідома.                                                  | С. Скребеличі, Покалівська с/р, на кладовищі.                                               | 1970     | -                                             | № 390 від 08.10.1992 р.                 |      |
| 90.  | 2651            | Пам'ятник воїнам-односельчанам.                                                                               | С. Скребеличі, Покалівська с/р, на північно-західній околиці села.                          | 1979     | -                                             | № 52 від 04.02.1985 р.                  |      |
| 91.  | 2652            | Пам'ятник спаленому селу.                                                                                     | С. Словечне, Словечанська с/р, біля Будинку культури.                                       | 1980     | скульпт. Й.С. Табачник, арх. П.М. Бирюк       | № 52 від 04.02.1985 р.                  |      |
| 92.  | 2300            | Пам'ятник партизанам Полісся.                                                                                 | С. Словечне, Словечанська с/р, біля музею «Партизанської слави Полісся»                     | 1970     | -                                             | № 559 від 26.12.1979 р.                 |      |
| 93.  | 974             | Група братських (13) та одиночних могил (2) радянських воїнів та партизанів. Поховано 86 чол.                 | С. Словечне, Словечанська с/р, на західній околиці села.                                    | 1954     | -                                             | № 442 від 29.09.1969 р.                 |      |
| 94.  | 3157            | Меморіальний комплекс на честь спалених сіл Овруцького району.                                                | С. Словечне, Словечанська с/р, в центрі, біля музею.                                        | 1995     | -                                             | № 616 від 29.09.1999 р.                 |      |
| 95.  | 2301            | Місце спалення жертв фашизму.                                                                                 | С. Солотине, Виступовицька с/р, в центрі села.                                              | 1965     | -                                             | № 559 від 26.12.1979 р.                 |      |
| 96.  | 2528            | Пам'ятник спаленому селу.                                                                                     | С. Тхорин, Словечанська с/р, біля школи.                                                    | 1982     | -                                             | № 22 від 21.01.1983 р.                  |      |
| 97.  | 2897            | Братська могила жертв фашизму. Кількість похованих невідома.                                                  | С. Усове, Усівська с/р, в центрі села.                                                      | 1985     | -                                             | № 390 від 08.10.1992 р.                 |      |
| 98.  | 2898            | Братська могила Щербинських — партизанської сім'ї.                                                            | С. Усове, Усівська с/р, в лісі, на західній околиці.                                        | 1952     | -                                             | № 390 від 08.10.1992 р.                 |      |
| 99.  | 2302            | Пам'ятник спаленому селу.                                                                                     | С. Усове, Усівська с/р, на південній околиці села.                                          | 1968     | -                                             | № 559 від 26.12.1979 р.                 |      |
| 100. | 2303            | Пам'ятник воїнам-односельчанам.                                                                               | С. Хлупляни, Хлуплянська с/р, біля Будинку культури.                                        | 1970     | -                                             | № 559 від 26.12.1979 р.                 |      |
| 101. | 2899            | Братська могила жертв фашизму. Кількість похованих невідома.                                                  | С. Червоносілка, Можарівська с/р, на околиці.                                               | 1986     | -                                             | № 390 від 08.10.1992 р.                 |      |
| 102. | 2304            | Могила Левандовського М. К.                                                                                   | С. Черепин, Черепинська с/р, на подвір'ї школи.                                             | 1964     | -                                             | № 559 від 26.12.1979 р.                 |      |
| 103. | 2900            | Братська могила жертв фашизму. Кількість похованих невідома.                                                  | С. Черепинки, Черепинська с/р, на кладовищі.                                                | 1960     | -                                             | № 390 від 08.10.1992 р.                 |      |
| 104. | 2901            | Могила Дуба А. Ю. — радянського льотчика.                                                                     | С. Шоломки, Шоломківська с/р, на кладовищі.                                                 | 1944     | -                                             | № 390 від 08.10.1992 р.                 |      |
| 105. | 2305            | Пам'ятник воїнам-односельчанам.                                                                               | С. Шоломки, Шоломківська с/р, на кладовищі.                                                 | 1970     | -                                             | № 559 від 26.12.1979 р.                 |      |
| 106. | 2306            | Пам'ятник воїнам-односельчанам.                                                                               | С. Яцковичі, Підрудянська с/р, на кладовищі.                                                | 1975     | -                                             | № 559 від 26.12.1979 р.                 |      |